# Xávega

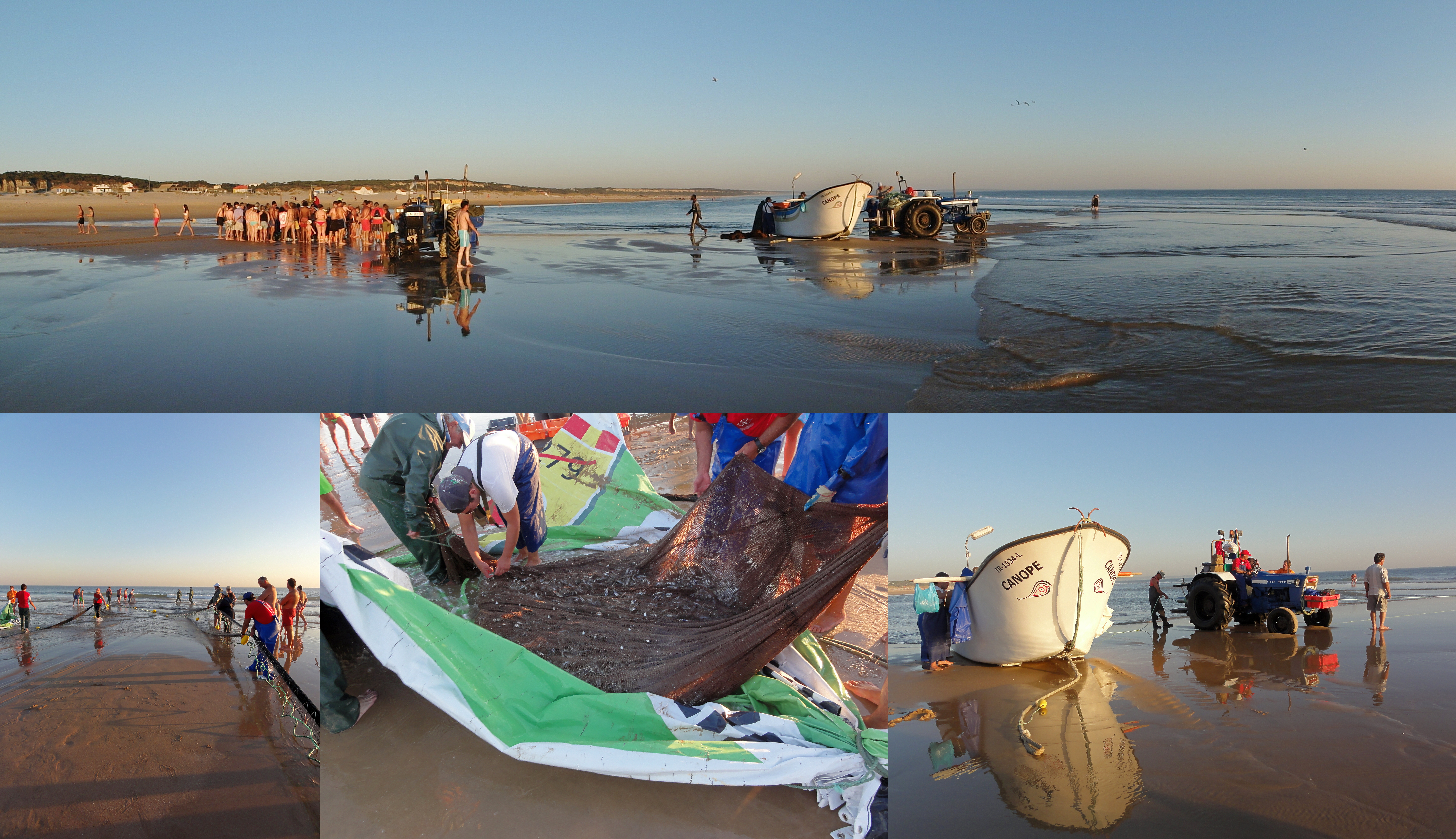
Pesca com saco de rede de forma cónica (xalavar) para recolher a pescaria na Praia da Saúde, Costa da Caparica, perto de Lisboa

A xávega  é uma pesca artesanal feita com rede de cerco e o seu equipamento é composto dum longo cabo com flutuadores, tendo na sua metade de comprimento um saco de rede em forma cónica (xalavar). Antigamente a recolha era feita com a ajuda de juntas de bois e força braçal, atualmente por tração mecânica, dois tratores.

## História e descrição
O xalavar  é colocado no mar, longe da costa por uma embarcação, que vai desenrolando a metade do cabo, ficando uma das pontas do mesmo amarrada a um dos dois tratores intervenientes. Os pescadores efetuam o cerco aos cardumes de peixe em alto mar e retornam à praia desenrolando a outra metade do cabo para a sua extremidade ser enrolada ao segundo trator. A xávega termina com a chegada a terra e abertura do xalavar (saco de rede de forma cónica) que contém a pescaria.[carece de fontes?] A Xávega é definida pelas artes que a caracterizam (redes, barcos, etc.) e não pelo método de tracção utilizado na alagem, que inicialmente era feita por juntas de bois, passando depois a ser feita por força braçal com o auxílio de aladores e tratores.[carece de fontes?]
O processo engloba várias indústrias e conhecimentos, como a montagem, armação, reparação e utilização da arte, as correntes e os ventos oceânicos, o clima, a geografia submarina da faixa costeira, e as várias espécies de peixes.
Este tipo de pesca era praticado em várias praias ao longo da costa portuguesa, persistindo em algumas, como a Praia de Espinho, a Nazaré, Praia da Torreira, Praia da Vagueira, Praia de Mira, Praia da Tocha (Palheiros da Tocha), Praia da Vieira, Praia do Pedrógão, Praia da Saúde e da Fonte da Telha na Costa da Caparica. A recolha do xalavar por tração animal (contexto em que sobressai o contributo da raça marinhoa) e por força braçal, termina aproximadamente na década de 80 na Costa da Caparica. Atualmente em Portugal a xávega é efetuada por meios mecânicos.[carece de fontes?]
A palavra xávega provém do étimo árabe xábaka, que significa «rede». A denominação xávega era usada pelos pescadores do sul de Portugal. No litoral centro e norte praticava-se um tipo de pesca idêntico mas com muitas diferenças, ou seja: os barcos, diferentes na forma (crescente de lua) e no tamanho, também de fundo chato e com as suas proas bastante mais elevadas para melhor suportarem o ímpeto das ondas, tinham uma capacidade de carga muitíssimo maior do que os barcos do sul.[carece de fontes?]
Inicialmente, o termo xávega era usado só pelos pescadores do sul, nomeadamente os da costa algarvia e tanto dava para definir a rede como o próprio barco. No litoral centro e norte, o termo por que se denominava este tipo de pesca era simplesmente "as artes" ou "as campanhas das artes". Por uma questão de legislação e porque as leis quando são feitas são para todo o país, começou-se a chamar (erradamente) xávega a todo o tipo de pesca envolvendo o arrasto em que as redes são puxadas para terra.[carece de fontes?] Um dos pontos na região Sul onde é praticada é na Meia Praia, no concelho de Lagos.
Esta arte de pesca tem seu equivalente em outras partes da Península Ibérica e em Marrocos. É muito popular em Málaga (Espanha), onde a jábega, além da rede, também dá nome ao barco tradicional, a barca de jábega.[carece de fontes?]
A pesca por arte envolvente-arrastante, onde se inclui a pesca com Arte-Xávega, foi regulamentada pela Portaria 1102-F/2000, de 22 de Novembro, alterada pela Portaria 244/2005, de 8 de Março.[carece de fontes?]
A Arte Xávega é uma tradição que, de ano para ano, se vai perdendo em algumas praias no país, de que é exemplo a Nazaré onde se fazem recriações destinadas aos turistas.[carece de fontes?]
Em Dezembro de 2019, a Câmara Municipal de Lagos solicitou a classificação da variante da Arte Xávega da Meia Praia, como Património Imaterial Cultural. Este pedido foi feito como parte de um programa da autarquia, coordenado por Francisco Castelo, e que incluiu um estudo etnológico sobre a Arte, dirigido pela antropóloga Susana Filipa Santos. Este estudo contemplou tanto o ponto de vista histórico como antropológico, tendo incluído investigações em arquivos regionais e nacionais, o registo visual da pesca em si, e a gravação de testemunhos dos trabalhadores e dos residentes nos bairros da Meia Praia. Além desta investigação, o processo para a classificação também exigiu que fossem tomadas várias medidas no sentido de se salvaguardar e divulgar a Arte Xávega, através de um conjunto de iniciativas, como filmes e exposições. Neste sentido, a autarquia organizou, em 2020, uma exposição fotográfica sobre a Arte no Centro Cultural de Lagos, da autoria da bióloga marinha Dina Salvador.